# Haplogeotrupes reddelli
Haplogeotrupes reddelli är en skalbaggsart som beskrevs av Henry Fuller Howden 1980. Haplogeotrupes reddelli ingår i släktet Haplogeotrupes och familjen tordyvlar. Inga underarter finns listade i Catalogue of Life.